# California (Kentucky)
California é uma cidade localizada no estado americano de Kentucky, no Condado de Campbell.

## Demografia
Segundo o censo americano de 2000, a sua população era de 86 habitantes.
Em 2006, foi estimada uma população de 83, um decréscimo de 3 (-3.5%).

## Geografia
De acordo com o United States Census Bureau tem uma área de 1,5 km², dos quais 0,6 km² cobertos por terra e 0,9 km² cobertos por água.

## Localidades na vizinhança
O diagrama seguinte representa as localidades num raio de 12 km ao redor de California.